# Sekiwake
 (avril 2023).
Si vous disposez d'ouvrages ou d'articles de référence ou si vous connaissez des sites web de qualité traitant du thème abordé ici, merci de compléter l'article en donnant les références utiles à sa vérifiabilité et en les liant à la section « Notes et références ».
Sekiwake (関脇) est le troisième plus haut rang de la lutte sumo : c'est l'un des trois rangs composant la san'yaku. Il est un passage obligé pour la promotion au rang d'ōzeki.
Le rang de sekiwake est le plus haut rang qu'un lutteur peut atteindre en réalisant des simples kachikoshi (c'est-à-dire plus de victoires que de défaites sur un tournoi). Au-delà, pour la promotion au grade d'ōzeki, puis de yokozuna, il faut réaliser des performances de haut niveau. La promotion d'un rikishi au grade de sekiwake dépend soit de la rétrogradation d'un ancien sekiwake, libérant ainsi une place, soit d'une performance au moins égale à 10 victoires pour 5 défaites au rang immédiatement inférieur de komusubi. Mis à part des circonstances exceptionnelles et contrairement aux rangs supérieurs d'ōzeki et de yokozuna, un makekoshi (majorité de défaites) au grade de sekiwake entraîne une chute au rang de maegashira en général, et parfois de komusubi.
Il y a au minimum deux sekiwake dans le banzuke (le classement des lutteurs), parfois 3, 4, voire 5 car un komusubi réalisant un score important est promu, des ōzeki peuvent être rétrogradés et un simple kachikoshi suffit aux sekiwake déjà en place de se maintenir. Une concordance de ces évènements peut entraîner une surcharge de sekiwake. Le record en la matière est 5, lors du Nagoya basho 1972, avec Wajima (8-7), Takanohana (12-3), Mienoumi (5-2-8), Kaiketsu  (10-5) et Hasegawa (5-10). Le facteur chance intervient bien moins pour les promotions au rang de sekiwake que pour celles au rang de komusubi.